# Разгонов, Виталий Леонидович
Виталий Леонидович Разгонов (род. 2 июня 1970, Бендеры) — генерал-майор ВС РФ, начальник Новосибирского высшего военного командного училища в 2011—2019 годах, доктор педагогических наук.

## Биография
Окончил Ленинградское высшее общевойсковое командное училище в 1991 году и Общевойсковую академию Вооружённых Сил Российской Федерации в 2001 году. Проходил службу в должностях командира 6-го гвардейского мотострелкового полка (2005—2007), начальника штаба и заместителя командира 4-й гвардейской танковой Кантемировской дивизии, командира 200-й отдельной мотострелковой бригады (до 2011 года). Участник миротворческой операции в Приднестровье.
Пост начальника Новосибирского высшего военного командного училища занимал в 2011—2019 годах. В 2018 году произведён в генерал-майоры. После ухода с поста начальника, по некоторым данным, был отправлен на базу российских миротворцев в непризнанной ПМР и назначен на должности инспектора ВС ПМР, советника президента ПМР Вадима Красносельского и члена Совета безопасности ПМР.
Женат, есть двое детей. Награждён орденом «За личное мужество» и медалью ордена «За заслуги перед Отечеством» II степени. В 2016 году защитил докторскую диссертацию «Ценностные ориентиры профессионального воспитания курсантов в учебно-воспитательном процессе военного вуза» в Алтайском государственном педагогическом университете.

## Публикации
- В.Л. Разгонов, Д.В. Суслов, Т.Л. Лопуха. Подготовка военных научно-педагогических кадров высшей квалификации: проблемы и перспективы // Вестник военного образования. — 2019. — Март—апрель (№ 2 (17)). — С. 76—79.
- А.Ю. Асриев, А.Д. Лопуха, В.Л. Разгонов. Государственная идеология как вектор развития общества // Материалы Всероссийской научно-практической конференции «Наука и социум». — 2020. — С. 19—25.
- Т.Л. Лопуха, В.Л. Разгонов. Преемственность профессионального воспитания офицеров Вооруженных Сил Российской Федерации // Материалы Всероссийской научно-практической конференции «Наука и социум». — 2020. — С. 75—85.
- В.Л. Разгонов. Идейно-ценностные основы профессионального воспитания курсантов военного вуза // Сибирский педагогический журнал. — 2015. — № 6. — С. 52—57.
- Д.В. Суслов, В.Л. Разгонов, А.Д. Лопуха. Развитие педагогической системы военно-профессионального образования // Проблемы современного педагогического образования. — 2018. — Вып. 59 (часть 2).
- Т.Л. Лопуха, В.Л. Разгонов. Исторические предпосылки формирования системы профессионального воспитания российских военных кадров. — 2018. — Вып. 61 (часть 1).